# Anablysis guyoti
Anablysis guyoti är en insektsart som beskrevs av Marius Descamps 1979. Anablysis guyoti ingår i släktet Anablysis och familjen gräshoppor. Inga underarter finns listade i Catalogue of Life.